# أندي مكلارين
أندي مكلارين (بالإنجليزية: Andy McLaren)‏ هو لاعب كرة قدم بريطاني في مركز نصف الجناح، ولد في 5 يونيو 1973 في غلاسكو في المملكة المتحدة. شارك مع منتخب اسكتلندا تحت 21 سنة لكرة القدم ومنتخب اسكتلندا لكرة القدم. أما مع النوادي، فقد لعب مع دندي يونايتد ونادي آير يونايتد ونادي بارتيك ثيسل ونادي دندي ونادي ريدنغ ونادي غرينوك مورتون ونادي كيلمارنوك ونادي ليفينغستون.

## وصلات خارجية
- أندي مكلارين على موقع قاعدة بيانات كرة القدم.إي يو (الإنجليزية)
- أندي مكلارين على موقع ناشيونال فوتبول تيمز (الإنجليزية)
- أندي مكلارين على موقع Soccerbase.com (لاعب) (الإنجليزية)